# Championnat du Niger de football 2015-2016
Navigation
Édition précédente Édition suivante
La saison 2015-2016 du Championnat du Niger de football est la quarante-sixième édition de la Ligue 1, le championnat national de première division au Niger. Les quatorze équipes engagées sont regroupées au sein d'une poule unique où elles affrontent deux fois leurs adversaires, à domicile et à l'extérieur. En fin de saison, le dernier du classement est relégué tandis que le 13e affronte le vice-champion de D2.
C'est le club de l’ASFAN Niamey qui remporte la compétition cette saison après avoir terminé en tête du classement final, avec treize points d'avance sur le Sahel SC et quinze sur l'ASGNN. C'est le quatrième titre de champion du Niger de l'histoire du club.

## Qualifications continentales
Le champion du Niger se qualifie pour la Ligue des champions de la CAF 2017. La place en Coupe de la confédération 2017 est réservée au vainqueur de la Coupe du Niger. Si un club réalise le doublé, c'est le finaliste de la Coupe qui obtient son billet pour la compétition.

## Participants
- AS Douanes
- ASGNN
- ASFAN Niamey
- Espoir FC
- Tagour Provincial Club - Promu de D2
- Akokana FC
- Olympic Football Club de Niamey
- Urana FC
- AS Police
- US Gendarmerie Nationale
- AS Sonidep - Promu de D2
- Dan Kassawa FC
- ASN Nigelec FC
- Sahel SC

## Compétition

### Classement
Le classement est établi sur le barème de points suivant : victoire à 3 points, match nul à 1, défaite à 0.
| Rang | Équipe                          | Pts | J  | G  | N  | P  | Bp | Bc | Diff |
| ---- | ------------------------------- | --- | -- | -- | -- | -- | -- | -- | ---- |
| 1    | ASFAN Niamey                    | 61  | 26 | 18 | 7  | 1  | 56 | 11 | +45  |
| 2    | Sahel SC                        | 48  | 26 | 14 | 6  | 6  | 38 | 25 | +13  |
| 3    | ASGNN                           | 46  | 26 | 13 | 7  | 6  | 44 | 20 | +24  |
| 4    | AS Douanes'T'C                  | 45  | 26 | 13 | 6  | 7  | 39 | 18 | +21  |
| 5    | US Gendarmerie Nationale        | 40  | 26 | 9  | 13 | 4  | 38 | 25 | +13  |
| 6    | Akokana FC                      | 38  | 26 | 10 | 8  | 8  | 33 | 27 | +6   |
| 7    | ASN Nigelec FC                  | 38  | 26 | 10 | 8  | 8  | 35 | 31 | +4   |
| 8    | AS Sonidep P                    | 35  | 26 | 8  | 11 | 7  | 25 | 20 | +5   |
| 9    | Urana FC                        | 29  | 26 | 6  | 11 | 9  | 24 | 29 | -5   |
| 10   | AS Police                       | 29  | 26 | 7  | 8  | 11 | 17 | 25 | -8   |
| 11   | Olympic Football Club de Niamey | 25  | 26 | 6  | 7  | 13 | 22 | 39 | -17  |
| 12   | Tagour Provincial ClubP         | 25  | 26 | 7  | 4  | 15 | 20 | 58 | -38  |
| 13   | Espoir FC                       | 20  | 26 | 5  | 5  | 16 | 17 | 48 | -31  |
| 14   | Dan Kassawa FC                  | 14  | 26 | 3  | 5  | 18 | 17 | 49 | -32  |

|  | Qualification pour la Ligue des champions de la CAF 2017                              |
|  | Qualification pour la Coupe de la confédération 2017                                  |
|  | Participation au barrage de promotion-relégation                                      |
|  | Relégation directe en deuxième division                                               |
|  | T : Tenant du titre C : Vainqueur de la Coupe du Niger P : Promu de Deuxième division |

### Matchs

#### Barrage de promotion-relégation
| Équipe 1         | Résultat | Équipe 2  |
| ---------------- | -------- | --------- |
| Jangorzo FC (D2) | 2 - 0    | Espoir FC |

- Jangorzo FC prend la place de l'Espoir FC en Ligue 1.

## Bilan de la saison
| Championnat du Niger de football 2015-2016 |                         |
| Champion                                   | ASFAN Niamey (4e titre) |
| Coupes et trophées                         |                         |
| Vainqueur de la Coupe du Niger 2015-2016   | AS Douanes              |
| Qualifications continentales               |                         |
| Ligue des champions de la CAF 2017         | ASFAN Niamey            |
| Coupe de la confédération 2017             | AS Douanes              |
| Promotions et relégations                  |                         |
| Promus en Ligue 1                          | Jangorzo FC             |
| Promus en Ligue 1                          | Racing Boukoki          |
| Relégués en Deuxième division              | Dan Kassawa FC          |
| Relégués en Deuxième division              | Espoir FC               |